# Бача-пош
Бача-пош (перс. بچه پوش «одягнена як хлопчик») — культурна практика, поширена в Афганістані і Пакистані: в сім'ях, в яких немає синів, одну з дочок тимчасово одягають хлопчиком і вважають таким.
Бача-пош дозволяє бача-пош деякий час мати більше свободи, отримувати доступ до освіти, а сім'ї — уникати соціальної стигми, пов'язаної з відсутністю синів.

## Походження
Традиції бача-пош багато століть, і вона все ще жива. Можливо, вона почалася з того, що жінки стали переодягатися в чоловіків, щоб боротися або захищатися. Історик Ненсі Дюпре повідомила репортерові з The New York Times про те, що бачила фотографію початку XX століття (правління Хабібулли-хана), на якій жінки, одягнені в чоловічі костюми, охороняють гарем правителя, тому що за законом ні жінки, ні чоловіки не могли бути охоронцями.

## Загальні відомості про практику
В Афганістані й Пакистані на сім'ю, яка не має сина, створюють соціальний тиск, бо син є продовжувачем роду і спадкоємцем майна батька. Крім того, вважається, що жінка може впливати на стать своїх дітей, тому в разі народження дочки вона піддається додатковому тиску. За відсутності сина батьки можуть переодягнути одну з дочок в чоловічий одяг; крім того, є марновірство, згідно з яким бача-пош може «викликати» появу сина в наступну вагітність.
Бача-пош живе як хлопчик, одягається в чоловічий одяг, їй коротко стрижуть волосся, їй дають чоловіче ім'я. Метою цього не є введення оточення в оману, бо багато хто, включаючи вчителів, знають про те, що дитина насправді жіночої статі. У своєму будинку бача-пош займає проміжне положення між дочкою і сином, наприклад, їй не потрібно прибирати й готувати, як іншим дівчаткам. Бача-пош набагато простіше здобути освіту, вести справи, займатися спортом, працювати й вільно пересуватися в громадських місцях; вона також може супроводжувати сестер замість чоловіка.
Зазвичай дівчинку повертають до жіночого образу життя тоді, коли у неї починається статеве дозрівання. У подальшому житті багато колишніх бача-пош відчувають труднощі, пов'язані з тим, що вони не звикли до обмежень, що накладаються на жінок в афганському суспільстві.
Законодавиця Азіза Рафаат, обрана в Національну асамблею Афганістану від провінції Бадгіс, не мала синів і зробила одну зі своїх дочок «бача-пош». Вона повідомила репортерам, що подібні речі в Афганістані не настільки немислимі, як на Заході.
У фільмі «Усама», знятому в 2003 році в Афганістані (режисер і сценарист — Сиддик Бармак), розповідається про дівчинку, яка жила при талібах, яка переодягається в чоловічий одяг, щоб влаштуватися на роботу, бо всі родичі чоловічої статі загинули, а без чоловіка-опікуна вони не можуть заробити. Також про бача-пош в 2012 році знятий фільм «Bacha Posh: You will be a boy, my daughter», режисер Стефані Лебрюн (фр. Stéphanie Lebrun)
Згідно з повідомленнями, кількість бача-пош росте. Це загальновизнана практика, хоча через відсутність офіційних підрахунків невідомо, скільки дівчаток живе частину життя в чоловічому вигляді; вона вважається розумним рішенням проблеми з відсутністю хлопчика в родині.

## Мотивація і результат
Клінічний психолог і фахівець з психології розвитку Діана Еренсафт (англ. Diane Ehrensaft) вважає, що бача-пош поводяться не відповідно до своєї гендерної приналежності, а відповідно до очікувань батьків. Батьки, за її словами, пропонують дочкам привілеї, яких вони більше ніяк не отримають — бігати і грати на вулиці, їздити на велосипеді; дівчатка, в свою чергу, скаржаться, що їм некомфортно серед хлопчиків і хочеться стати дівчинкою знову.
Після життя у ролі бача-пош більшість дівчат відчувають труднощі соціалізації при спілкуванні з іншими дівчатками, бо колишнім бача-пош звичніше спілкуватися з хлопчиками. Елаха, колишня бача-пош протягом 20 років і яка стала знову жінкою перед вступом до університету, повідомила Бі-бі-сі, що повернулася в жіночий одяг лише через традиції суспільства. Бача-пош повинні поводитися як хлопчики в період формування особистості, відповідно, вони виростають подібними чоловікам. Деякі повідомляють, що відчувають, як ніби вони втратили важливі дитячі спогади і свою жіночу особистість. Інші кажуть, що їм подобалося бути більш вільними, ніж якби вони були афганськими дівчатками. Багато бача-пош не хочуть ставати жінками назад.
Точаться суперечки про те, чи допомагає звичай бача-пош жінкам в подальшому житті або психологічна шкода від неї переважує. Активісти стверджують, що проблема не в самій практиці переодягання, а в проблемах з правами афганських жінок в цілому.

## Повернення в жіночу роль
Коли бача-пош входять у шлюбний вік (17—20 років), вони зазвичай знову починають грати жіночу роль, хоча в окремих випадках перехід може затягнутися. Найчастіше перехід ініціюють батьки, коли влаштовують дочці весілля. Багато бача-пош не хочуть виходити заміж, боячись громадського тиску й насильства чоловіка. Крім того, оскільки бача-пош росли як хлопчики, то вони не відводять погляд при розмові, не вміють займатися традиційними домашніми справами (готувати, шити) і не знають багатьох обов'язкових в афганському суспільстві для жінки речей.